# Shihuh
Shihuh, maleni narod na području Ujedinjenih Arapaskih Emirata (5.000) i Omana (22.000); ukupno 27.000. Domovina im je poluotok Musandam gdje žive poglavito od ribarenja i stočarstva, ali im je porijeklo možda u sjevernom Omanu. 
Govore afrazijskim jezikom shihhi, jednimn od 35 arapskih jezika, osim plemena Dhahuriyin (pleme Kumzara, Kumazirah) koji govore kumzarski [zum].